# Frédéric Etsou-Nzabi-Bamungwabi
Frédéric Etsou-Nzabi-Bamungwabi, C.I.C.M. (1930–2007) là một Hồng y người Cộng hòa Dân chủ Congo của Giáo hội Công giáo Rôma. Ông từng đảm nhận vai trò Hồng y Đẳng Linh mục Nhà thờ S. Lucia a Piazza d'Armi, Tổng giám mục đô thành Tổng giáo phận Kinshasa trong suốt 17 năm, từ năm 1990 đến năm 2007.
Vốn là một giáo sĩ trong vai trò lãnh đạo giáo hội địa phương, ông từng đảm trách nhiều vai trò trước khi tiến đến trở thành Tổng giám mục đô thành Kinshasa, như Tổng giám mục Phó Tổng giáo phận Mbandaka–Bikoro (1976–1977), Tổng giám mục đô thành Tổng giáo phận Mbandaka–Bikoro (1977–1990), Giám quản Tông Tòa Tổng giáo phận Mbandaka–Bikoro (1990–1991). Ngoài lãnh đạo các giáo phận được bổ nhiệm, ông còn đảm nhận nhiều vị trí quan trong tại Hội đồng giám mục quốc gia như: Chủ tịch Hội đồng Giám mục Congo (2000–2004). Ông được vinh thăng Hồng y ngày 28 tháng 6 năm 1991, bởi Giáo hoàng Gioan Phaolô II.

## Tiểu sử
Hồng y Frédéric Etsou-Nzabi-Bamungwabi sinh ngày 3 tháng 12 năm 1930 tại Mazalonga, Congo. Sau quá trình tu học dài hạn tại các cơ sở chủng viện theo quy định của Giáo luật, ngày 13 tháng 7 năm 1958, Phó tế Etsou-Nzabi-Bamungwabi, 28 tuổi, tiến đến việc được truyền chức linh mục. Cử hành nghi thức truyền chức cho tân linh mục là giám mục François Van den Berghe, C.I.C.M., giám mục phó Đại diện Tông Tòa Hạt Đại diện Tông Tòa Lisala. Tân linh mục là thành viên linh mục đoàn Dòng Dòng Trái Tim Vô Nhiễm Mẹ Maria.
Sau 18 năm thi hành các công việc mục vụ với thẩm quyền và cương vị của một linh mục, ngày 8 tháng 7 năm 1976, Tòa Thánh loan tin Giáo hoàng đã quyết định tuyển chọn linh mục Frédéric Etsou-Nzabi-Bamungwabi, 46 tuổi, gia nhập Giám mục đoàn Công giáo Hoàn vũ, với vị trí được bổ nhiệm là Tổng giám mục Phó Tổng giáo phận Mbandaka–Bikoro, Tổng giám mục Hiệu tòa Menefessi. Lễ tấn phong cho vị giám mục tân cử được tổ chức sau đó vào ngày 7 tháng 11 cùng năm, với phần nghi thức chính yếu được cử hành cách trọng thể bởi 3 giáo sĩ cấp cao, gồm chủ phong là Hồng y Joseph-Albert Malula, Tổng giám mục đô thành Tổng giáo phận Kinshasa; hai vị giáo sĩ còn lại, với vai trò phụ phong, gồm có Tổng giám mục Pierre Wijnants, M.S.C., Tổng giám mục đô thành Tổng giáo phận Mbandaka-Bikoro và Giám mục Albert Tshomba Yungu, giám mục chính tòa Giáo phận Tshumbe. Tân giám mục chọn cho mình khẩu hiệu UN SEUL CŒUR, UN SEUL ESPRIT. Một năm sau khi được truyền chức, ông nhanh chóng kế vị trở thành Tổng giám mục đô thành, kể từ ngày 11 tháng 11 năm 1977.
Sau khoảng thời gian 13 năm làm Tổng giám mục Mbandaka–Bikoro, Tổng giám mục Etsou-Nzabi-Bamungwabi được Tòa Thánh thuyên chuyển đến nhiệm sở mới, Tổng giáo phận Kinshasa, đảm nhận vị trí tương đương nhiệm sở cũ là Tổng giám mục đô thành. Thông báo về việc bổ nhiệm này được công bố cách rộng rãi vào ngày 7 tháng 7 năm 1990. Cùng tin chuyển nhiệm sở, ông cũng được bổ nhiệm làm Giám quản Tông Tòa Tổng giáo phận Mbandaka–Bikoro và giữ chức vụ này đến ngày 11 tháng 10 năm 1991.
Bằng việc tổ chức công nghị Hồng y năm 1991 được cử hành chính thức vào ngày 28 tháng 6, Giáo hoàng Gioan Phaolô II đưa ra quyết định vinh thăng Tổng giám mục Frédéric Etsou-Nzabi-Bamungwabi tước vị danh dự của Giáo hội Công giáo, Hồng y. Tân Hồng y thuộc Đẳng Hồng y Linh mục và Nhà thờ Hiệu tòa được chỉ định là Nhà thờ S. Lucia a Piazza d'Armi.
Ông qua đời ngày 6 tháng 1 năm 2007, thọ 77 tuổi.